# Brookside Village (Teksas)
Brookside Village je grad u američkoj saveznoj državi Teksas. Prema popisu stanovništva iz 2010. u njemu je živjelo 1.523 stanovnika.